# Киевский национальный университет технологий и дизайна
Киевский национальный университет технологий и дизайна (укр. Київський національний університет технологій та дизайну) — высшее учебное заведение IV уровня аккредитации, расположенное в Киеве. Создан в 1930 году как Киевский политехнический институт кожевенной промышленности.

## История

### Становление
1 октября 1930 состоялось открытие Киевского политехнического института кожевенной промышленности, созданного решением Высшего совета народного хозяйства на базе Киевского политехнического института.
Учредителями учебного заведения были: Гинзбург Александр Маркович (директор), доцент Котов Михаил Павлович (позднее профессор, доктор технических наук, заслуженный деятель науки и техники), профессор Соколов Юрий Дмитриевич (впоследствии член-корреспондент АН УССР), профессор Душський П. Е. , доцент Казанский Н. Г. (позже доктор технических наук, профессор), Никитин В. Н., Поспехов Д. А., Тополянский М. Г. и другие. Первой юридическому адресу современного университета был: улица Большая Житомирская 32.
На момент открытия в состав института входило 3 факультета: химико-технологический, механико-технологический, инженерно-экономический.
В 1930 году был объявлен набор на 1 курс. Второй, третий и четвёртый курсы были укомплектованы студентами Киевского, Харьковского и Одесского политехнических институтов.
В 1930—1931 учебном году в институте работало 32 специалисты профессорско-преподавательского состава.
Первый выпуск специалистов состоялся в 1932 году. За первые 5 лет (1931—1935) институт подготовил 102 инженера. Ежегодный выпуск в 1936 и 1937 годах составил 110 специалистов.
С 1937 года университет (тогда институт) располагается по улице Немировича-Данченко 2 (в то время улица Кловская, 16), где до революции были казармы Миргородского конного полка. Здание на улице Большая Житомирская было передано под общежитие.
За период 1936—1941 годов выпуск инженеров составлял 1158 специалистов. В 1941 году был осуществлен последний, довоенный выпуск инженеров — 240 специалистов.

### Эвакуация во время Великой Отечественной войны
С первых дней войны многие преподаватели, сотрудников, выпускников и студентов института добровольно вступили в ряды Красной Армии. Они участвовали в боевых действиях на всех фронтах Великой Отечественной войны.
Конце июня 1941 года институт получил распоряжение о подготовке к эвакуации. И уже 1 октября 1941 два железнодорожных эшелона с имуществом и небольшим личным составом института прибыли на станцию Хромпик города Первоуральска, Свердловской области. Институт разместился на базе кожевенного завода города Хромпик. Уже летом 1942 года было выпущено 35 инженеров, а в 1943—1944 годах институт выпускал по 38 инженеров.
В июне 1944 года институт вернулся в Киев и стал готовить специалистов не только из имеющихся специальностей (химико-технологической, механико-технологической, инженерно-экономической), а ещё по двум специальностям «Технология швейного производства» и «Технология трикотажного производства». С этого времени институт называется — Киевский технологический институт легкой промышленности (КТИЛП). Под этим названием институт просуществовал 48 лет.

### Современность
В 1993 году Киевский технологический институт легкой промышленности был аккредитован и переименован в Государственную академию легкой промышленности Украины (ГАЛПУ), а 30 августа 1999 года — в Киевский государственный университет технологий и дизайна (КГУТД).
Учитывая общегосударственное и международное признание результатов деятельности и весомый вклад в развитие национального образования и науки, по указу президента Украины Л. Д. Кучмы от 07.08.2001 года № 591/2001 университет получил статус национального и стал называться Киевский национальный университет технологий и дизайна (КНУТД).
В 2015 году Распоряжением Кабинета Министров в КНУТД присоединен высшее учебное заведение — Межотраслевая академия управления.
Начиная с 2015 года, университет готовит специалистов, способных работать в сфере предпринимательства и права. Также университет готовит кандидатов и докторов наук по 12 специальностям, которые могут защищать свои диссертации в шести специализированных ученых советах.
В преподавательский штат вуза входят более 70 профессоров, более 260 доцентов.
Инфраструктурно вуз состоит из 15 учебных корпусов, 9 общежитий, 21 сооружения различного назначения, стадиона и нескольких спортивных площадок.
Библиотека университета основана в 1930 году, её фонд насчитывает более 1 млн экземпляров, в том числе более 700 тыс. экземпляров учебных изданий.
В 2020 году университет ведет преподавание на 7 факультетах (индустрии моды, мехатроники и компьютерных технологий, химических и биофармацевтических технологий, экономики и бизнеса, дизайна, предпринимательства и права, рыночных, информационных и инновационных технологий) и 3 институтах (Учебно-научный институт современных технологий обучения, Учебно-научный институт инженерии и информационных технологий, Научно-исследовательский институт экономики).
В 2018 году в университете училось 10 000 студентов по специальностям 15 отраслей знаний, в том числе более 500 иностранных студентов из 26 стран мира.